# Conill roquer de Saunders
El conill roquer de Saunders (Pronolagus saundersiae) és una espècie de conill del gènere Pronolagus. Viu a Lesotho, Sud-àfrica i Eswatini. Els seus hàbitats naturals són els vessants de muntanya i els afloraments rocosos. És una espècie en risc mínim, és a dir, no sembla que hi hagi cap amenaça significativa per a la seva supervivència.
L'espècie fou anomenada en honor de la investigadora Enid Saunders.